# Moritz Unna

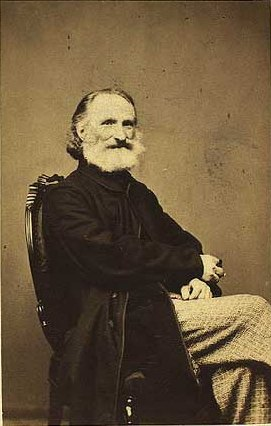
Moritz Unna, Foto von Vilhelm Schou

Moritz Unna (* 31. Dezember 1811 in Kopenhagen; † 2. Dezember 1871 ebenda) war ein dänischer Porträt- und Genremaler sowie Fotograf.

## Leben

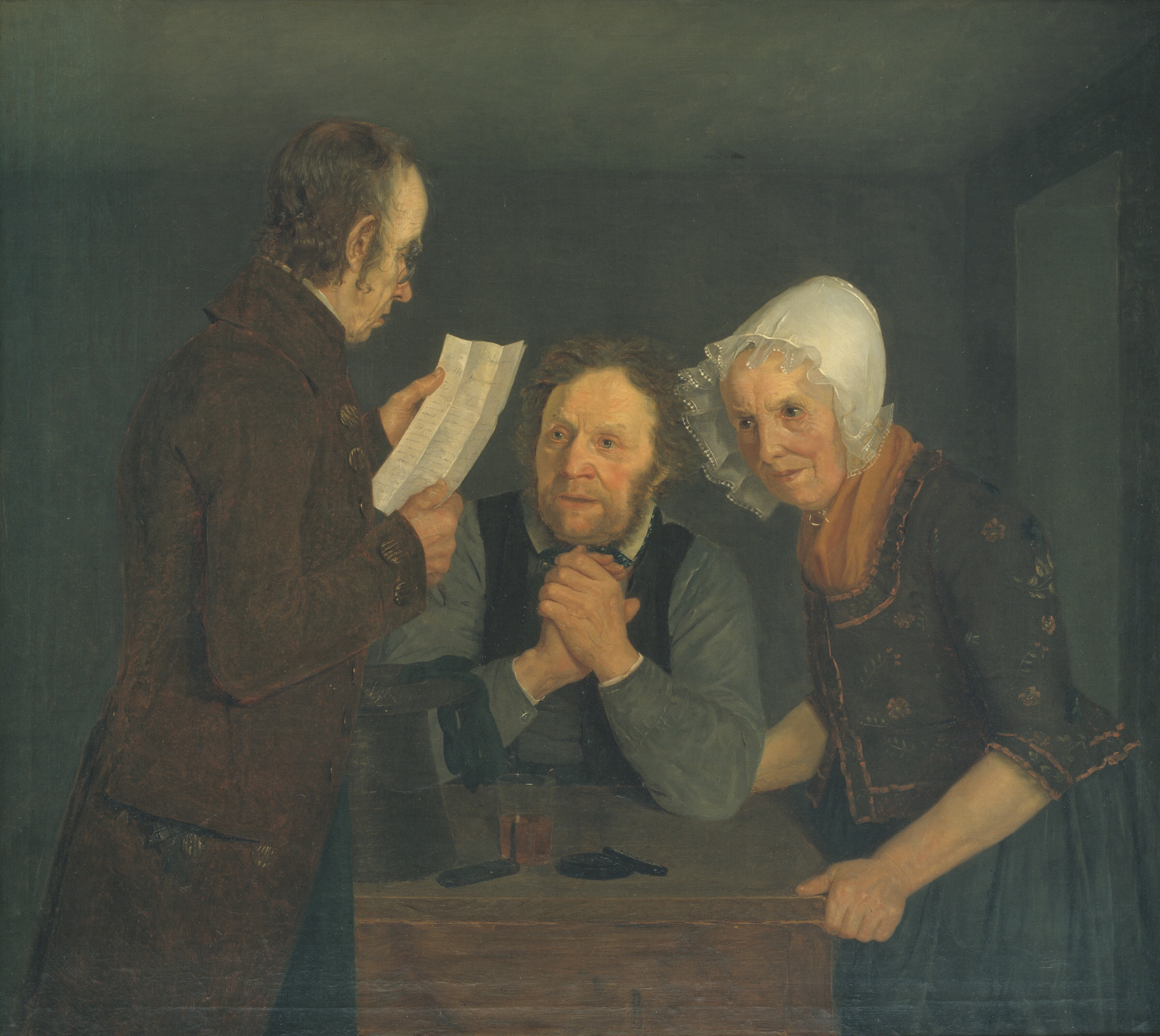
Der Brief des Sohns, 1835, Statens Museum for Kunst

Unna, Sohn des Möbelhändlers und Auktionators Salomon (Samuel) Emanuel Unna (1780–1819) und dessen Frau Jacobine Jacobsen (Wulff), erhielt nach der Schulzeit, die er in Göteborg absolvierte, von 1830 bis 1839 eine künstlerische Ausbildung an der Kunstakademie Kopenhagen. 1836 gewann er dort eine Silbermedaille. Zu seinen Freunden zählte der Genremaler Fritz Westphal, mit dem er sich damals eine Unterkunft in Kopenhagen teilte. Unter dem Einfluss der Schule von Christoffer Wilhelm Eckersberg entwickelte er sich zu einem Porträt- und Genremaler. Von 1839 bis 1846 lebte er in München. Dort gehörte er bis 1841 dem Münchner Kunstverein an. Dann zog er wieder nach Göteborg, wo er zunächst als Angestellter einer Buchhandlung und 1850 als Zeichenlehrer arbeitete. 1853 etablierte er sich als Daguerrotypist. Am 17. Oktober 1854 heiratete er seine Nichte Nanny Fürst (1826–1909). 1860 gründete er zusammen mit dem Porträtmaler Wilhelm Höffert das Fotoatelier Unna & Höffert. 1863 kaufte er in Kopenhagen das Fotoatelier von Peter Ludwig Rudolph Striegler (1816–1876), das er wegen einer Krankheit nur mit geringem Erfolg weiterführen konnte. Er starb in ärmlichen Verhältnissen.